# Munsell-Farbsystem

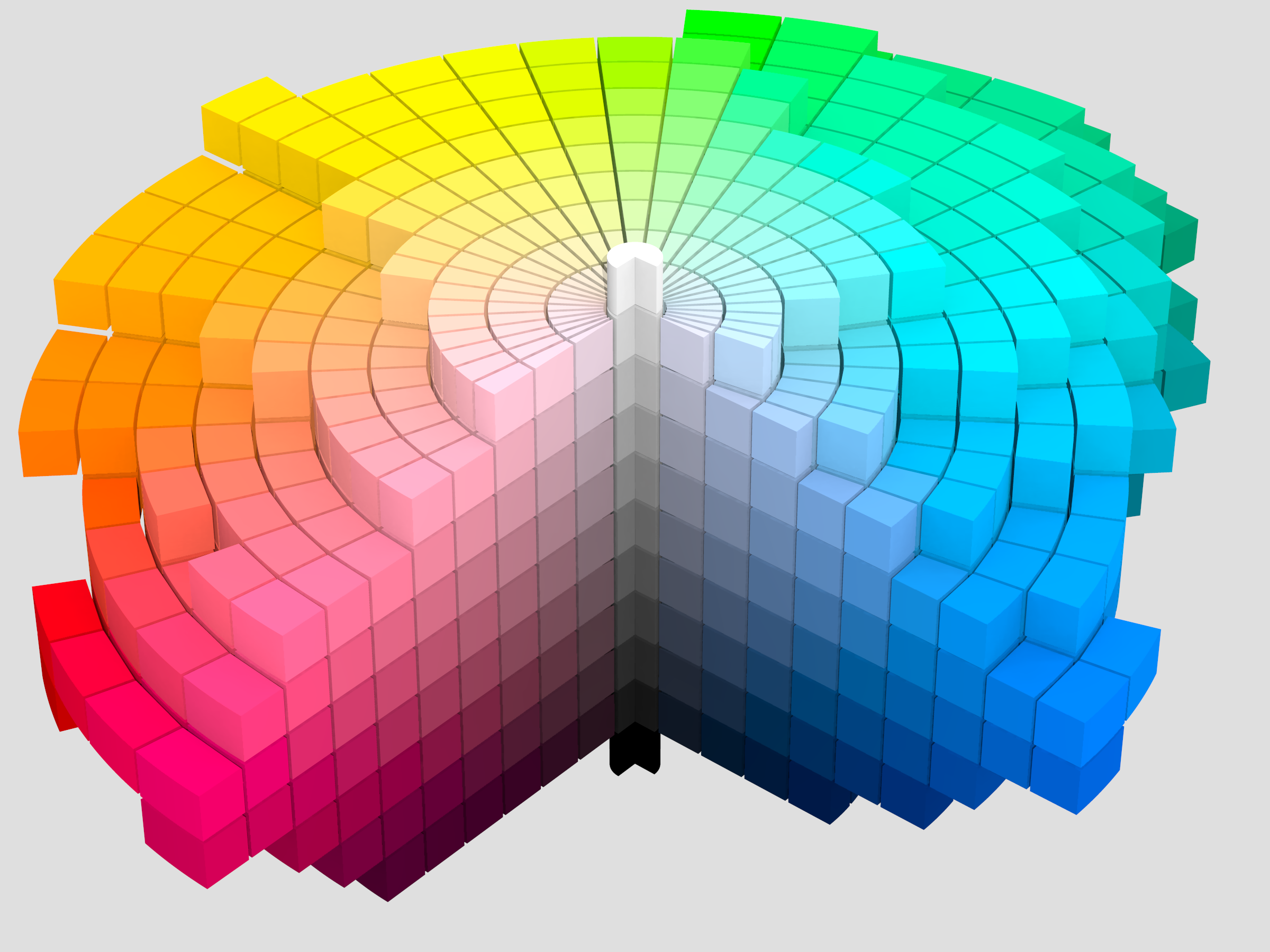
Dreidimensionale Darstellung des Munsell-Farbsystems (Farbbaum) von 1943, mit weggeschnittenem Teil.

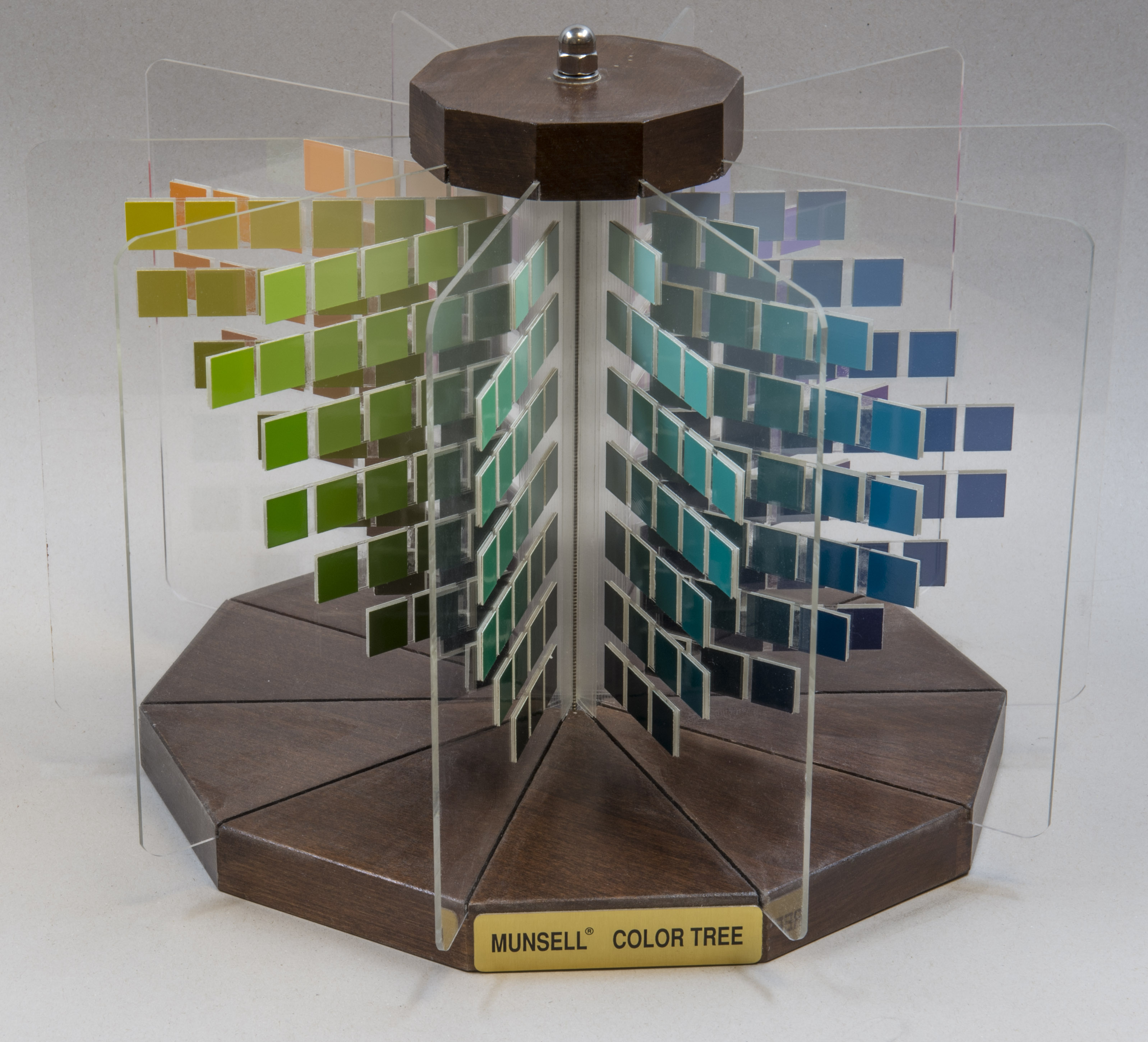
Farbbaum von Munsell. 1913

Das Munsell-Farbsystem (englisch: Munsell Color System oder Munsell Color Order System) geht zurück auf den US-amerikanischen Künstler und Kunstpädagogen Albert Henry Munsell (1858–1918). Es ist eines der ersten vollständigen, am weitesten verbreiteten und heute noch genutzten Farbsysteme. Sein dreidimensionales Farbsystem basiert auf den drei Farbmerkmalen (Faktoren) Farbton (hue), Helligkeit (value) und Sättigung (chroma). Munsell gestaltet damit einen Farbbaum (color tree). Die Graureihe bildet den Stamm, und die Farbreihen wachsen wie Äste eines Baumes aus diesem Stamm heraus.

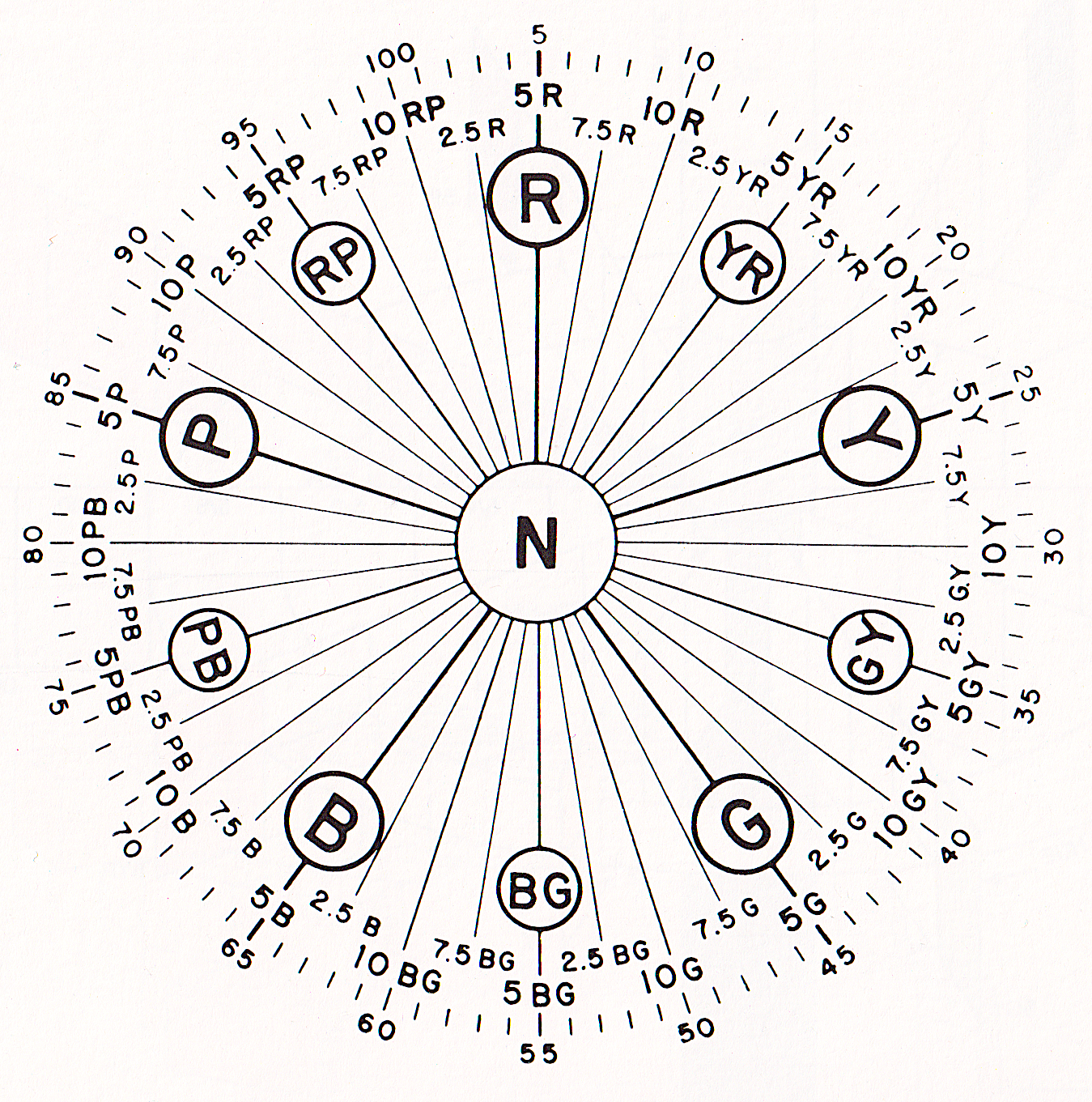
40- bzw. 100-teiliger Farbkreis von Munsell.

## Munsell-Farbkreis
Zu Beginn seiner Untersuchungen nutzt Munsell einen Farbkreis als Basisebene seines Systems. Er wählt fünf Hauptbunttöne Rot (R), Gelb (Y für Yellow), Grün (G), Blau (B) und Violett (P für Purpur). Die Hauptbunttöne werden durch fünf Zwischenbunttöne ergänzt: Gelb-Rot (YR), Grün-Gelb (GY), Blau-Grün (BG), Violett-Blau (PB) und Rot-Violett (RP). Dazwischen liegen jeweils drei Farbtöne, die sich in 2,5er Schritten unterscheiden, so dass insgesamt 40 Farbtöne entstehen. (Am äußeren Rand ist der Zwischenraum jeweils in 10 Unterschritte eingeteilt, so dass 100 Farbtöne entstehen.) Die Farben sind der Empfindung nach gleich weit voneinander entfernt (empfindungsgemäße Gleichabständigkeit). Gegenüberliegende Farben sind komplementär. Sie mischen sich additiv zu Grau, was Munsell durch Farbkreiselmischung ermittelt, und was er durch das „N“ (Neutralgrau) in der Mitte des Farbkreises verdeutlicht.

20-teiliger Farbkreis nach Munsell in Farbe.

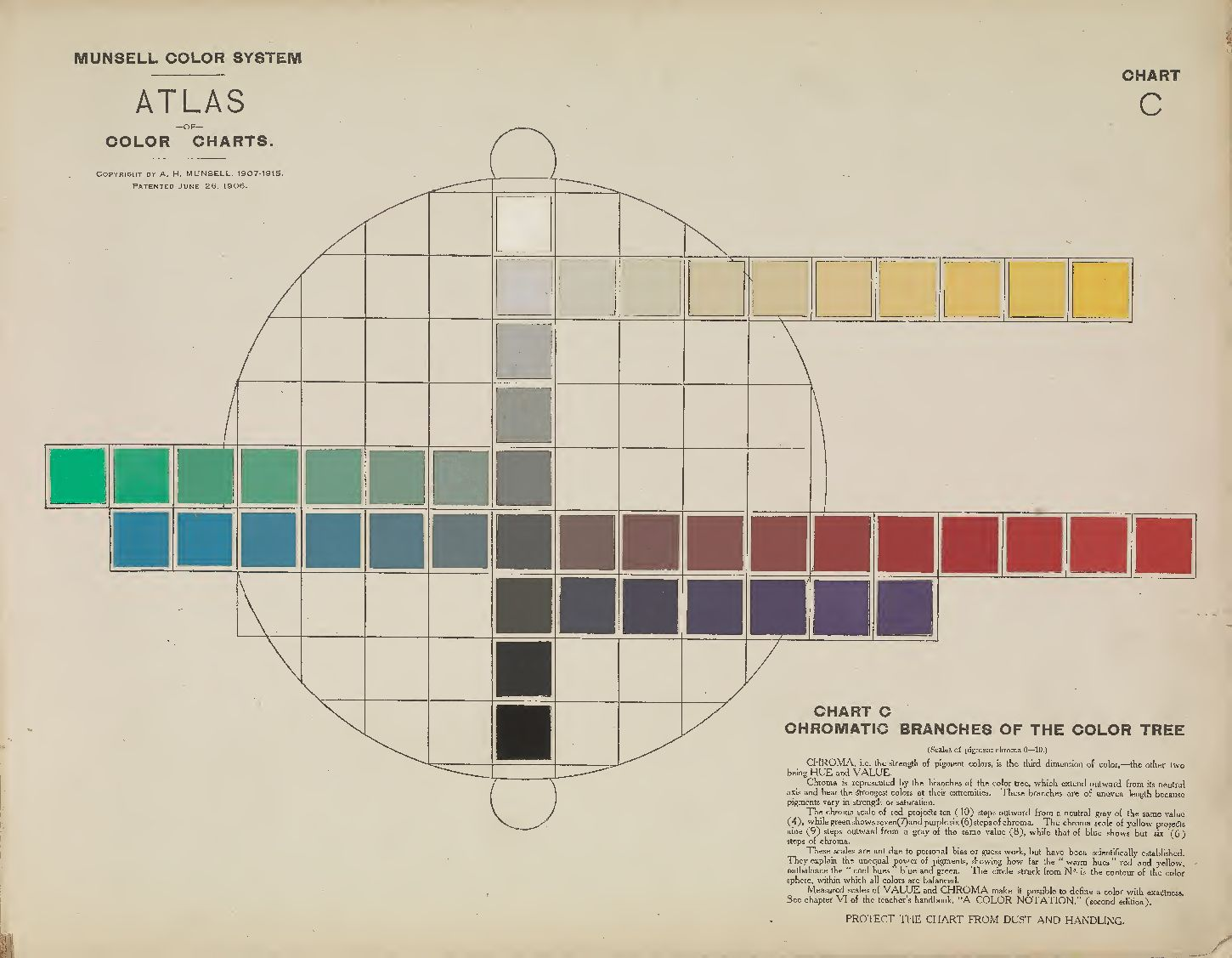
Vereinfachter, senkrechter Schnitt durch den Farbbaum in: Munsell: Atlas of The Munsell Color System, 1915.

## Munsell-Farbsystem (Farbbaum)
- Grauachse: Ausgangspunkt für das Munsell-Farbsystem ist eine zentrale, senkrechte (unbunte) Grauachse, die den Baumstamm des Farbbaums bildet. Munsell teilt den Bereich zwischen Schwarz unten und Weiß oben in zehn Schritte ein, die er mit einem selbstkonstruierten Photometer festlegt.[3] Die 10-teilige Grauwertskala reicht von V = 0, dem mit Farbmitteln darstellbaren Schwarz, bis V = 10, dem idealen Weiß. Die Höhe ist ein Maß für die Helligkeit.[4]
- Zehn Äste: Munsell wählt zehn Farbtöne, die fünf Hauptbunttöne und fünf Zwischenbunttöne des Farbkreises, wobei jede Farbe einen Ast bildet. Die zehn Äste sind kreisförmig um den Baumstamm (die Grauachse) angeordnet. Der Farbton ändert sich, wenn man um den Baum herumgeht. Je nach Helligkeit eines höchstmöglich gesättigten Farbtons ist sein Ast weiter unten oder weiter oben an der Grauachse angebracht. Gelb ist am nächsten bei Weiß, Violett am nächsten bei Schwarz.[5] Bewegt man sich auf einem Ast vom Stamm weg, wird die Farbe gesättigter.[6] Da die Sättigung (Intensität) bei unterschiedlichen Farbtönen verschieden ist, ist die Anzahl der Farbmuster innerhalb eines Astes entsprechend unterschiedlich. Bei Gelb etwa ist eine hohe Intensität möglich und für Blau eine nur geringe. Munsell weist den Farbtönen willkürlich den Sättigungs-Parameter 5 zu. Dabei besitzt die Sättigungsskala ein offenes Ende und kann Werte bis zu 12 und 14 erreichen.[7]

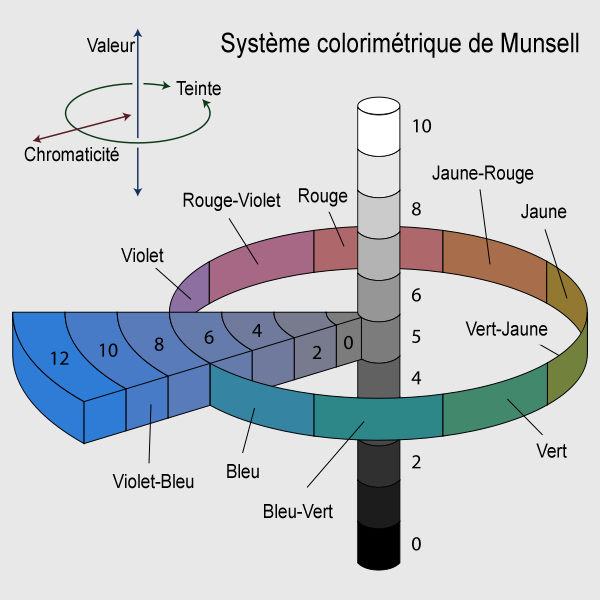
Ausschnitt des Munsell-Farbbaums. Der violett-blaue Ast besitzt die Helligkeit 5 und die Sättigungswerte in 2er-Schritten von 0 bis 12.

- Weitere Äste: Von jedem Segment der Grauachse gehen radial nach außen zehn Äste ab, außer vom schwarzen und vom weißen Segment. Zum Beispiel liegen über und unter dem Ast mit dem höchstmöglich gesättigten Rotton die weißaufgehellten und schwarzabgedunkelten Rottöne. Diese Äste sind wegen der geringeren Sättigung entsprechend kürzer.

## Logisches Bezeichnungssystem
Munsell verwendet anstelle von Farbnamen (die er für irreführend hält, da nicht einheitlich) eine Kombination aus Buchstaben (für Farben) und Zahlen (für Helligkeit und Sättigung). Zur Benennung erhält jedes Farbmuster im Munsell-System, also jede dargestellte Farbe einen Dreierblock „H/V/C“ (Buntton/Helligkeit/Sättigung). Beispielhaft sei die Farbe Braun mit der Notation 5R 5/5 beschrieben. Der Farbton (H) lässt sich am Farbkreis ablesen: 5R für Rot. Zur Helligkeitsstufe (V) 5 gehört der Ast mit dem höchstmöglich bunten Rotton. Die Sättigungsstufe (C) 5 bedeutet eine geringe Sättigung, da die Rot-Skala erst mit Stufe 14 ihre maximale Sättigung erreicht. Weitere Beispiele sind das besonders gesättigte Rot mit der Notation 5R 5/14 und ein Altrosa, ein helleres Rot mit Grautrübung (mit geringer Sättigung) 5R 7/4. Eine unbunte Farbe wird durch den Buchstaben N gekennzeichnet und die Zahl für die Sättigung entfällt. Beispielsweise wird ein mittleres Grau durch „N 5/“ beschrieben.

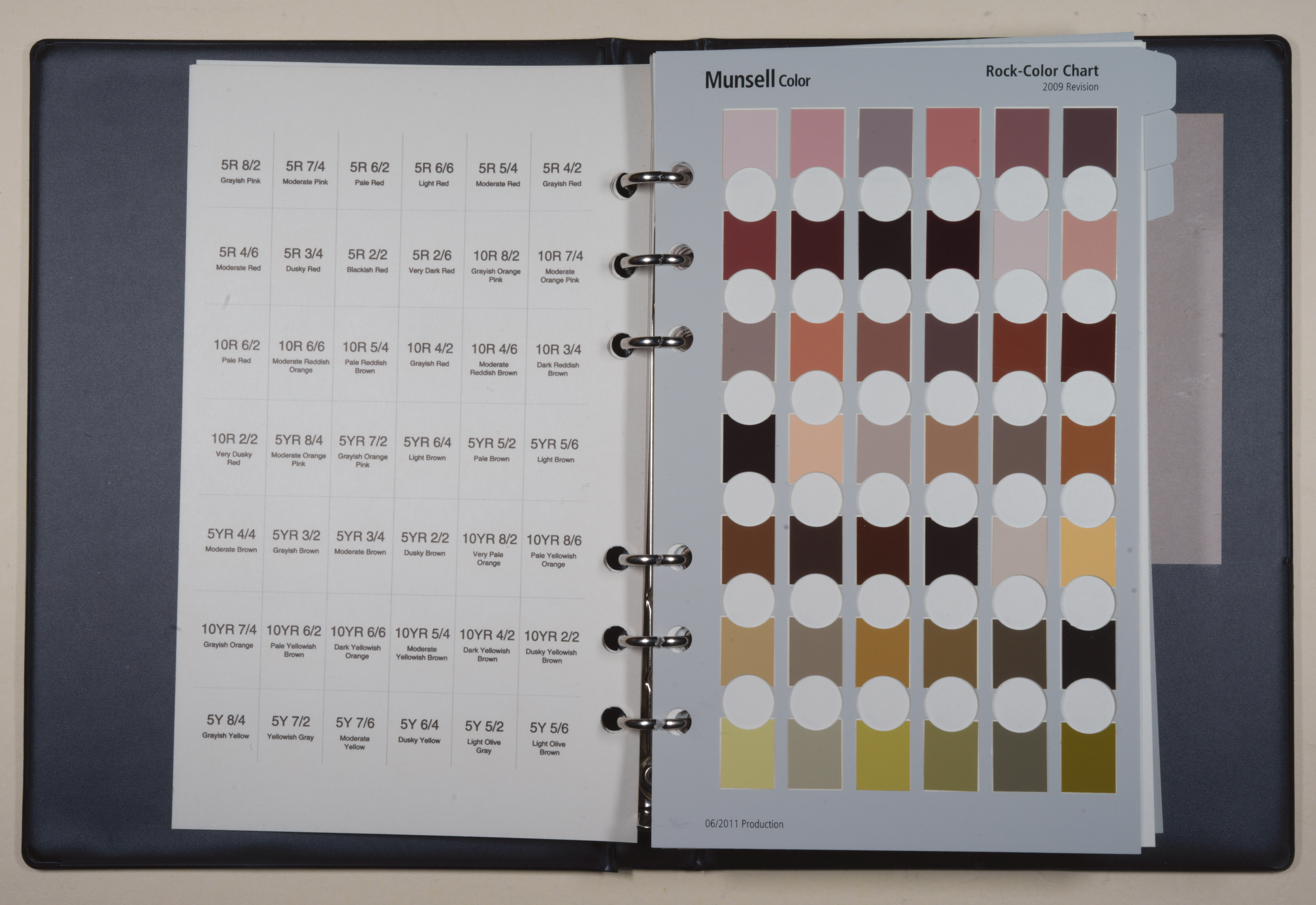
Bodenfarbkarte für Bodenkunde zur Bestimmung der Farben von Boden- und Felsproben. Aus der Rock Color Chart.

## Verwendung
Das Munsell-Farbsystem dient der Bestimmung und Festlegung von Farben. Branchen, in denen es dort häufig verwendet wird, sind Aufsichtsbehörden, Architektur, Design, Konsumgüterbereich, Kunst, Maschinenbau, Technik und Wissenschaft. Im deutschsprachigen Raum findet das Munsell-System im Schwermaschinenbau (Schiffbau), in der Kosmetik und vor allem in der Bodenkunde und Archäologie Anwendung. Die US-amerikanische National Electrical Manufacturers Association (NEMA) legt zum Beispiel auf der Grundlage des Systems Farbstandards für elektrische Drähte und Kabel fest. Zahnärzte nutzen das System, um die richtige Farbe für Zahnersatz auszuwählen. Zusätzlich gibt es spezielle Themen-Farbmusterbücher von Munsell, etwa für Erden, Steine, Pflanzen, Perlen, Graustufen, genormte Warnmarkierungen oder zur Bestimmung des Bräunungsgrades von Pommes frites.

## Systemeigenschaften / Grundprinzipien

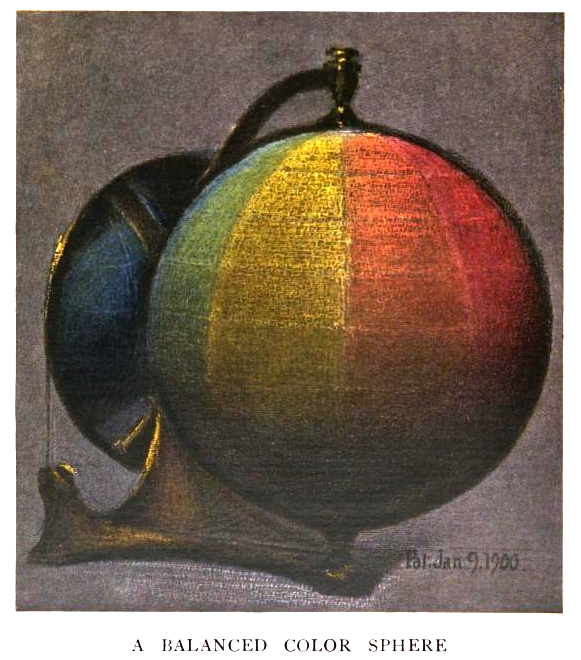
Farbkugel von Munsell, 1900.

Auf Grund der experimentellen und visuellen Entwicklung des Systems ist das Munsell-Farbsystem vor allem uniform und gleichabständig.
- Das System ist uniform, da sich Änderungen eines Parameters nicht auf die beiden anderen Parameter auswirken. Das heißt, dreht man sich in waagerechter Richtung um die Grauachse, ändert sich nur der Farbton, nicht aber die Helligkeit oder Sättigung. Ebenso erfolgt in waagerechter Richtung von der Grauachse nach außen zum Rand hin eine zunehmende Sättigung – ohne Änderung von Helligkeit oder Farbton. Schließlich verändert sich in senkrechter Richtung lediglich die Helligkeit und nicht der Farbton oder die Sättigung.
- Munsell hat sein Farbsystem auf der Grundlage der empfindungsgemäßen Gleichabständigkeit (Delta E) aufgebaut. Der Farbabstand zwischen allen benachbarten Farbmustern wird mithin von menschlichen Betrachtern als gleich empfunden. Munsell erreicht dies durch psychovisuelle Experimente, ständigen Abgleich und ständiges Nachmischen. Gleichzeitig vertraut er auf das Urteil seiner erfahrenen Maleraugen.[12]

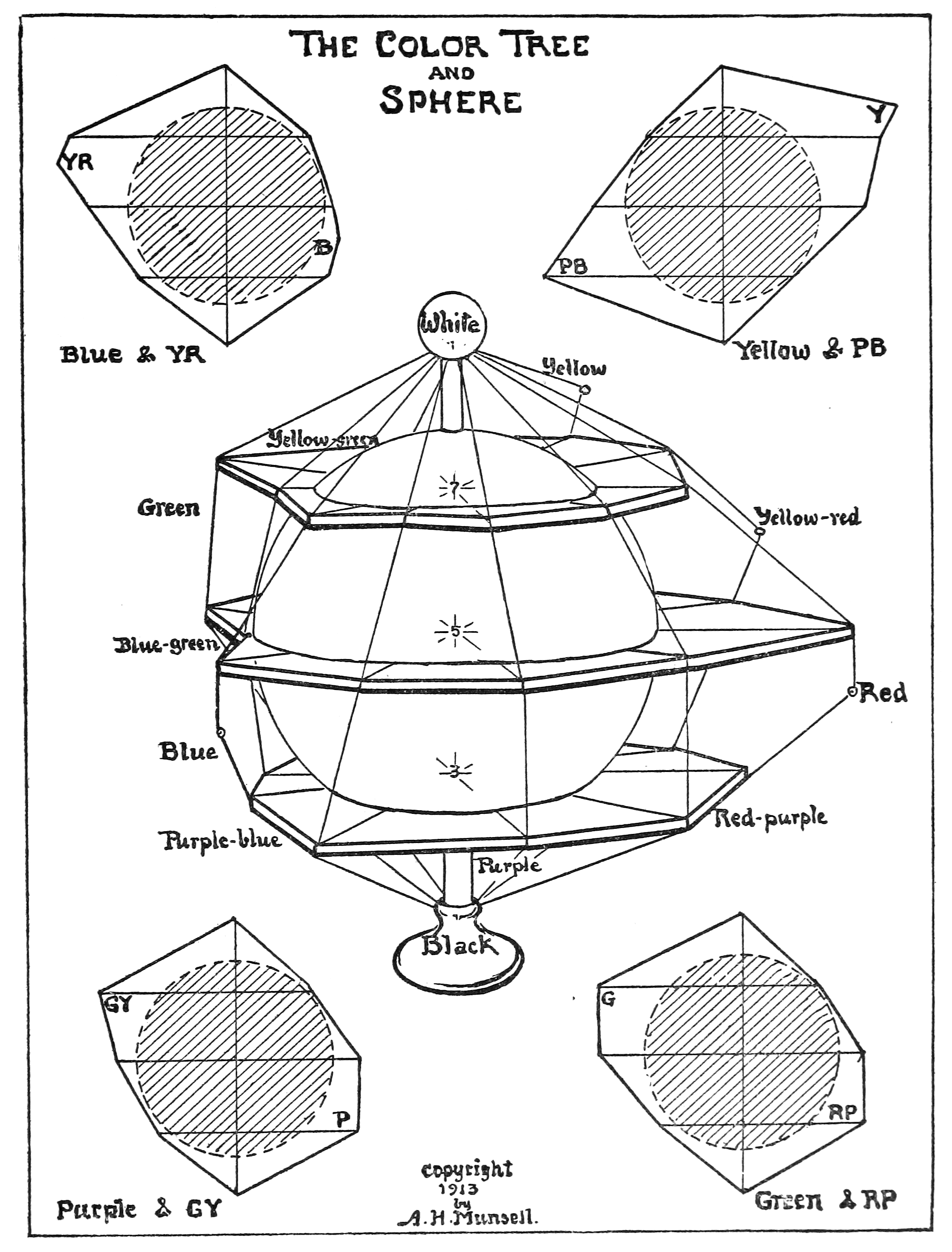
Farbbaum, umgeben von vier Schnitten in: Munsell: A Color Notation, 1913.

- Die Farben des Munsell-Systems sind unabhängig von der Beleuchtung oder der Größe der betrachteten Farbfläche.
- Die Farben des Munsell-Systems lassen sich nicht in CIE-Farbwerte umrechnen. Nur der Value-Wert kann als CIE-Normfarbwert Y nach einer Umrechnungsformel ermittelt werden. Für Konvertierungen werden deshalb Tabellen benutzt.
- Der Farbatlas stellt nur undurchsichtige Farben (Remissionsfarben) dar. Aber er lässt sich bei durchsichtigen Medien anwenden. So verwenden etwa Bierbrauer das System, um die Farbe von Bier zu bestimmen.[13]
- Das System gilt für die Normlichtart C und den 2° Normalbeobachter.

## Veröffentlichungen von Munsell
- Zunächst veröffentlicht Munsell 1905 sein erstes Büchlein „A Color Notation“, in dem er die Anordnung der Farben auf einer Kugel vorschlägt.[14]
- 1913 veröffentlicht er eine zweite Auflage unter dem gleichen Titel „A Color Notation“. Dort stellt er sein dreidimensionales Farbsystem in Form eines Farbbaums vor.

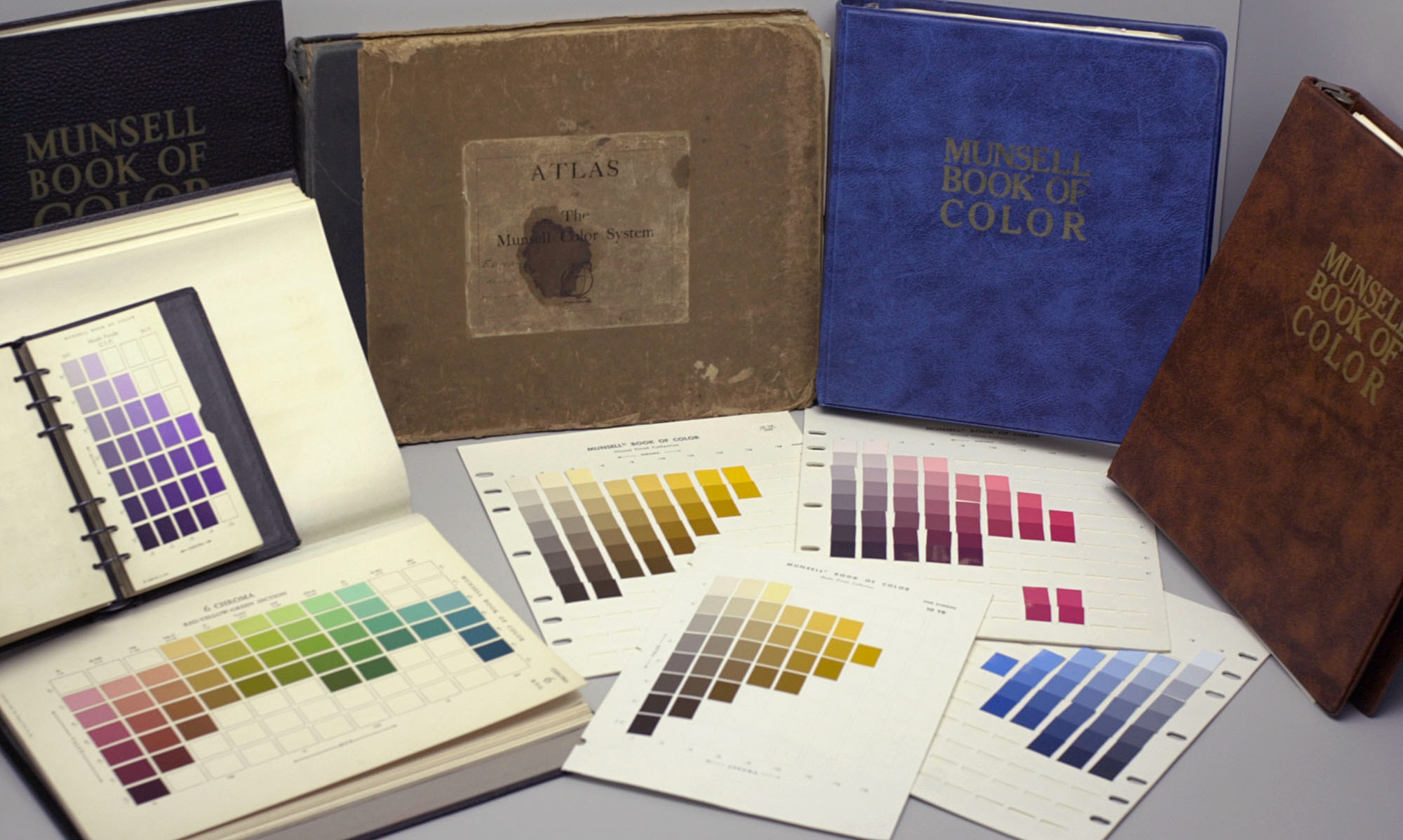
Mehrere Ausgaben des Munsell Book of Color (1929 u. später). Der Atlas besteht aus herausnehmbaren Seiten mit Farbmustern unterschiedlicher Helligkeit und Sättigung für jeden der 20 bzw. 40 bestimmten Farbtöne.

- Mehrere Ausgaben des Munsell Book of Color (1929 u. später). Der Atlas besteht aus herausnehmbaren Seiten mit Farbmustern unterschiedlicher Helligkeit und Sättigung für jeden der 20 bzw. 40 bestimmten Farbtöne.1915 veröffentlicht er den „Atlas of The Munsell Color System“. Der Farbatlas zeigt verschiedene Längs- und Querschnitte durch den Farbbaum.[15]
- Nach Munsells Tod veröffentlicht die Munsell Color Company (Optical Society of America) 1929 Munsells Farbatlas „Munsell Book of Colors“ in leicht veränderter, nachgemessener und neu kalibrierter Form.[16]
- 1943 wird das Munsell-Farbsystem in den „Munsell Renotations“ von der Optical Society of America (OSA) überarbeitet, um es zu standardisieren und genauer an die menschliche Farbempfindung anzupassen. Die Anzahl der Farbtöne wird von 20 auf 40 erhöht. Jede Farbe ist durch die CIE-Farbmaßzahlen x, y und Y definiert, und einige Proben werden durch die nun verbesserten Messmethoden nachgebessert.
- Bei den frühen Ausgaben haben die Farbmuster eine matte Oberfläche. 1958 werden glänzende Versionen ergänzt, um eine bessere Vergleichbarkeit mit glänzenden Oberflächen wie bei Lacken oder Kunststoffen zu gewährleisten.[17] Das Munsell Book of Colors besteht nun aus zwei Bereichen: 1277 Farbmuster auf mattem und 1452 Farbmustern auf glänzendem Material.

## Verbreitung und Weiterführung
Das Munsell-Farbsystem ist mit Ausnahme des nicht-angelsächsischen Europas weltweit in Gebrauch, vor allem in den USA und in Japan. Das System ist im deutschen Standardfarbsystem in der DIN 6164 zur Beschreibung und Festlegung von Farben anerkannt.
Der L*a*b*-Farbraum ist ein dreidimensionales Koordinatensystem, bei dem jeder Farbe ein Wert in den drei Dimensionen L, a, und b (ähnlich wie x, y, und z) zugeordnet ist. Demgegenüber kann das Munsell-System als eine Mischung zwischen Vektordarstellung und Koordinate angesehen werden. Ein Vektor ist definiert durch seine Richtung (etwa ausgedrückt in Grad) und seine Länge. Ähnlich ist eine Munsell-Farbe definiert durch ihre Tönung (Richtung als Hue-Wert) und ihre Intensität (Länge als Chroma), während die Helligkeit eine Koordinatenkomponente darstellt.